# گالوم
گالوم (به انگلیسی: Gollum) شخصیتی خیالی خلق شده توسط جی. آر. آر. تالکین است. او برای نخستین بار در مجموعهٔ کتاب‌های هابیت ظاهر شد و نقش بسیار مهمی را در مجموعهٔ ارباب حلقه‌ها ایفا کرد. گالوم از نسل هابیت‌های کنار رودخانه بود و در آن‌جا به نام اسمیگل شناخته می‌شد. گالوم در واقع شخصیتی بدذات است که حلقه یگانه در وجود اسمیگل به وجود آورده‌است.

## تاریخچه
اسمیگل در روز تولدش با پسر عمویش به نام دیگل به ماهیگیری رفت و پس از آنکه دیگل حلقه را در رودخانه پیدا کرد اسمیگل بلافاصله جذب آن شد. این جاذبه به قدری بود که دیگل را خفه کرد و خود حلقه را برداشت.
پس از آنکه او به قدرت نامرئی‌کننده حلقه پی برد از آن برای دزدی غذا و لباس، جاسوسی و آزار و اذیت دوستانش استفاده می‌کرد. دوستانش او را ترک کردند و به او لقب گالوم یا شخص بد ذات را دادند.
او پس از طرد شدن از سرزمین مادری به اعماق یکی از غارهای کوه مه آلود (انگلیسی: Misty Mountain) رفت. حلقه او را به شدت به خود وابسته کرده بود و از زندگی گذشته‌اش او را دور کرد بطوری که گالوم اسمش را فراموش کرد و همچنین فراموش کرد که یک هابیت است.
او با خوردن ماهی‌های درون غار زنده ماند و حلقه عمر طولانی مدت ۶۰۰ سال زندگی رقت انگیز را برای او به ارمغان آورد. زندگی گالوم چگونگی سقوط یک فرد از اوج روشنایی به اعماق تاریکی را نشان می‌دهد.

## کتاب هابیت
در کتاب هابیت پس از آنکه بیلبو بگینز با گالوم برخورد می‌کند با او معامله‌ای می‌کند که به این صورت است: بیلبو سؤالی از گالوم می‌کند در صورتی که گالوم جواب درست بدهد اجازه دارد که بیلبو را بخورد و اگر نتواند جواب بدهد راه خروج از غار را به بیلبو نشان دهد. بیلبو می‌پرسد چه چیزی در جیب من است؟ پس از اینکه گالوم نمی‌تواند جواب دهد تظاهر می‌کند که می‌خواهد راه خروج را نشان دهد اما در واقع نقشه داشت که بیلبو را بخورد اما ناگهان متوجه می‌شود که حلقه ناپدید شده و می‌فهمد که حلقه را بیلبو برداشته و در واقع حلقه جواب همان سؤال بیلبو است او به بیلبو حمله می‌کند اما بیلبو در حین فرار به قدرت نامرئی‌کننده حلقه پی می‌برد و ناپدید می‌شود و پس از تعقیب گالوم راه خروج را پیدا می‌کند. او ابتدا به سرش زد که گالوم را بکشد اما دلرحمی اش به وی اجازه نداد. در حین خروج بیلبو از غار صدای گالوم را می‌شنود که فریاد می‌زند: حلقه عزیز گمشده‌است. بگینز من همیشه ازت متنفر خواهم بود!

## کتاب ارباب حلقه‌ها

### یاران حلقه
گالوم چند سال بعد از گم شدن حلقه از غار به بیرون می‌رود و بسوی مرزهای موردور سفر می‌کند او در آنجا با عنکبوت غول پیکری به نام شلوب آشنا می‌شود و با غذا دادن به او کم‌کم اعتماد عنکبوت را جلب می‌کند و به نوعی به دوست او تبدیل می‌شود. او سرانجام به وسیله افراد سائورون دستگیر می‌شود و زیر شکنجه دو کلمه شایر و بگینز را بر زبان میاورد. او سپس آزاد می‌شود اما توسط آراگورن و گندالف مجدداً دستگیر می‌شود و اعتراف می‌کند که افراد سائورون به سوی شایر در حرکتند. او در این کتاب بیشتر به تعقیب یاران حلقه می‌پردازد و چند بار به وسیله فرودو و بورومیر دیده می‌شود و در نهایت پی می‌برد که حلقه در دست فرودو است.

### دو برج
با زرنگی دو هابیت گالوم اسیر آن‌ها می‌شود هرچند که نزدیک بود سم وایز را خفه کند اما فرودو شمشیر الفی را به گردن او گذاشت که او را بکشد ولی مانند بیلبو دل رحمی اش به وی اجازه این کار را نداد در عوض او را مجبور کرد که قسم بخورد و راه امن به موردور را نشان دهد، گالوم به نام حلقه قسم خورد و راهنمای آن دو شد. مهربانی فرودو باعث شد که شخصیت اسمیگل که هنوز ذره‌ای در وجود گالوم بود ظاهر شود به‌طوری که او به یاد آورد چه کسی بوده‌است. هرچند سم وایز اصلاً به او اعتماد نداشت و بارها به فرودو بابت گالوم هشدار داد.
در بین راه به سمت موردور فرودو و سم وایز توسط فارامیر دستگیر شدند و گفتند که به موردور می‌روند و گالوم راهنمای آنهاست. پس از آنکه فرودو با کلک گالوم را در اختیار فارامیر قرار داد، گالوم حس کرد که فرودو به او خیانت کرده و شخصیت بد او با قدرت بیشتر از قبل بازگشت.
گالوم نمی‌دانست که فرودو در واقع جان او را نجات داده‌است. گالوم که حس می‌کرد تحقیر شده تصمیم گرفت آن‌ها را خوراک شلوب کند و حلقه را بردارد. او آن‌ها را به سوی غار عنکبوت برد و در نهایت عنکبوت فرودو را نیش زد ولی از بدشانسی گالوم همان لحظه افراد سائورون آمدند و فرودو را به سیریث آنگل بردند.

### بازگشت پادشاه
سم وایز فرودو را نجات می‌دهد؛ و آندو در حالی که به صورت دو اورک لباس پوشیده بودند به کوه هلاکت (انگلیسی:Mount Doom) رسیدند تنها جایی که حلقه نابود می‌شد. گالوم که آن‌ها را تعقیب کرده بود در ورودی کوه هلاکت آن‌ها را گیر می‌اندازد. سم وایز به تنهایی با گالوم درگیر می‌شود و اجازه می‌دهد که فرودو حلقه را نابود کند.
در مرز کوه و مواد آتشفشانی فرودو محسور قدرت حلقه می‌شود و آن را به انگشت می‌کند. گالوم به روی گردن او می‌پرد و انگشتی که حلقه در آن بود را با دندان قطع می‌کند. گالوم که پس از مدت‌ها حلقه عزیزش را بدست آورده بود شروع به خوشحالی می‌کند ولی فرودو در حالی که از انگشت بریده خود در عذاب است با گالوم درگیر می‌شود و او را به پایین صخره پرتاب می‌کند و گالوم همراه حلقه به درون مذاب کوه هلاکت می‌افتد و هردو نابود می‌شوند.

## نکاتی در مورد گالوم
۱- او در سه‌گانه ارباب حلقه ها ساخته پیتر جکسون نقش پررنگی داشت به‌طوری که برنده جایزه هم شد. صدا پیشه و بازیگر او اندی سرکیس هنرپیشه انگلیسی است.
۲- او در فیلم هابیت: یک سفرغیرمنتظره حضور دارد.
۳- گالوم‌جاپیکس اسمیگل نام حشره‌ای غارنشین است که به خاطر کارهایش و احترام به تالکین دو اسم گالوم و اسمیگل در آن به کاررفته‌است.